# Eggegrund
Eggegrund är en ö i Gävlebukten med ett fiskeläge och en fyr. I våra dagar finns den gamla fyrvaktarbostaden, fiskarstugor och några fritidshus på ön.
Ön donerades av drottning Kristina tillsammans med Lövgrund till Gävle stad "att av dess fiskare brukas". Det blev alltså ett fiskeläge för Gävlefiskarna. På 1800-talet fanns här mellan tolv och femton fiskare.
1695 lades ett stort stenkummel upp som landningsbåk. 1838 byggdes den första fyren, som underhölls av Handelssocieteten till 1872 då statsverket tog över. 1933 uppfördes en ny fyr som 1938 fick en elektrisk fyranläggning. Den ersattes på 1970-talet med en helautomatiserad fyr i ett 26 meter högt torn. Från ön har sedan 1881 lämnats regelbundna sjö- och väderrapporter. Eggegrund har ett rikt fågelliv och  är en viktig sträck- och rastlokal för vissa arter. På Eggegrund finns Eggegrunds fågelstation, som sedan 1986 ingår i Naturhistoriska Riksmuseets nät av fågelstationer.
Eggegrund ingår i naturreservatet och Natura 2000-området Eggegrund-Gråsjälsbådan.